# Ambale, Nanjangud
Ambale là một làng thuộc tehsil Nanjangud, huyện Mysore, bang Karnataka, Ấn Độ.